# Mesene (mitología)
En la mitología griega Mesene (en griego antiguo Μεσσήνη, Messéne) era la hija del rey de Argos, Tríopas. Aparece solo en el libro dedicado a Mesenia, descrito por Pausanias. Otra versión la cree hermana de Tríopas e hija de Forbante. Mesene, orgullosa por causa de su padre, que estaba a la cabeza de los griegos de entonces en categoría y poder, no consideraba justo que su marido fuese una persona privada. Este era Policaón, el hijo del rey Lélege de Laconia. En efecto el hermano de Policaón, Miles, obtuvo la soberanía por ser el primogénito. Tras el matrimonio la pareja fue tomando prestigio. Reunieron fuerzas de Argos y de Lacedemón y vinieron a esta región, y todo el país desde entonces pasó a llamarse Mesenia en honor de Mesene. Fundaron entre otras ciudades aquella en la que fue construido el palacio, Andania. Pausanias sigue su narración manifestándonos que nadie dejó atestiguada la descendencia de Mesene y Policaón. Añade que buscó la información en varias fuentes, entre ellas las Eeas, la Naupactia, y además todos los pasajes genealógicos de los poetas Cinetón y Asio Sus descendientes siguieron en el reino mesenio durante no más de cinco generaciones, a juicio de Pausanias. Pasado ese tiempo los mesenios llamaron a Perieres, el hijo de Eolo, para que fuera el nuevo rey de Mesenia.